# Un tram che si chiama Desiderio (opera)
Un tram che si chiama Desiderio (A Streetcar Named Desire) è un'opera lirica di André Previn su libretto di Philip Littell, tratta dall'omonima opera teatrale di Tennessee Williams.

## Trama
Dopo la vendita della tenuta di famiglia per saldare i debiti, Blanche DuBois si trasferisce a New Orleans per vivere con la sorella Stella. Ma la convivenza con il violento cognato Stanley si rivela più dura del previsto, anche perché l'uomo mette in discussione e smaschera le menzogne raccontate da Blanche. Quando Blanche intraprende una relazione con Mitch, un amico di Stanley, il cognato rivela tutto sul burrascoso passato sessuale di Blanche, interrompendo il fidanzamento tra la cognata e l'amico. Quando Stella corre in ospedale per partorire, Stanley approfitta dell'assenza della moglie per un furioso litigio finale con Blanche, al termine del quale stupra la donna. Dopo aver perso completamente il contatto con la realtà, Blanche viene internata in un ospedale psichiatrico.

## DVD
| Anno | Cast (Blanche DuBois, Stanley Kowalski, Stella Kowalski, Harold "Mitch" Mitchell, Steve Hubbell, Eunice Hubbell) | Direttore     | Etichetta           |
| ---- | --- | ------------- | ------------------- |
| 1998 | Renée Fleming, Stanley Kowalski, Elizabeth Futral, Anthony Dean Griffey, Matthew Lord, Judith Frost              | Kirk Browning | Image Entertainment |